# San Felipe (Kalifornia Dolna)
San Felipe – miasto w Meksyku, w stanie Kalifornia Dolna, nad Zatoką Kalifornijską. W 2005 liczyło 14 831 mieszkańców.